# NEO SKY, NEO MAP!
「NEO SKY, NEO MAP!」（ネオスカイ ネオマップ）は、虹ヶ咲学園スクールアイドル同好会によるシングル。2020年11月4日に発売された。

## 背景
前作「虹色Passions!」から2週間ぶりのシングル。テレビアニメ『ラブライブ！虹ヶ咲学園スクールアイドル同好会』第1期のエンディングテーマである表題曲とカップリング曲、およびそれらのオフヴォーカルバージョンを収録している。

## 音楽性
カップリング曲の「全速ドリーマー」は、テレビアニメ第1期準拠のシングルのため、こちらの楽曲も歌唱メンバーは9名（虹ヶ咲学園スクールアイドル同好会）であり、追加メンバーである三船栞子（小泉萌香）、ミア・テイラー（内田秀）、鐘嵐珠（法元明菜）の3名は不参加であるが、3人のミニユニット『R3BIRTH』のユニットライブ&ファンミーティングにおいて、振り付けを大幅に変えて、3人でこの曲を披露している。

## エンディング映像
テレビアニメでは、作中に登場する校舎やお台場の各所（お台場レインボー公園や日本科学未来館など）の背景に登場キャラクターたちが配された映像とともに使用された。エンディング映像はテレビアニメ『少女☆歌劇 レヴュースタァライト』のエンディングを手掛けためばちが担当した。これまでの『ラブライブ!シリーズ』のエンディングと大きく異なり、歌唱メンバーが異なる別バージョンが存在しない。さらに、尺の都合でライブ回ではカットされることの多かった過去作とは異なり、ライブ回でも一度もカットされず13話全て使用された。

## リリース
2020年10月21日にLantisからリリースされた。初回生産特典として「虹ヶ咲学園スクールアイドル同好会メンバーカード」（全9種・ランダムで1枚）、スマートフォン用ゲーム『ラブライブ！スクールアイドルフェスティバル ALL STARS』で利用できるシリアルコード、前作「虹色Passions!」との連動オンラインリリースイベント応募券がそれぞれ封入される。

## チャート成績
2020年11月4日付のオリコンデイリーランキングで、3位にランクインし、2020年11月16日付のオリコン週間シングルランキングでは5位にランクインした。
2020年11月16日付のBillboard Japan Hot Animationでは4位、Billboard Japan Hot 100では24位にそれぞれランクインした。

## 収録曲
| #         | タイトル                         | 作詞         | 作曲                   | 編曲                | 時間  |
| --------- | -------------------------------- | ------------ | ---------------------- | ------------------- | ----- |
| 1.        | 「NEO SKY, NEO MAP!」            | 畑亜貴       | 小高光太郎 UiNA        | 小高光太郎 谷ナオキ | 4:37  |
| 2.        | 「全速ドリーマー」               | Ayaka Miyake | DAICHI Shunsuke Harada | Shunsuke Harada     | 4:18  |
| 3.        | 「NEO SKY, NEO MAP!」(Off Vocal) |              |                        |                     | 4:37  |
| 4.        | 「全速ドリーマー」(Off Vocal)    |              |                        |                     | 4:17  |
| 合計時間: | 合計時間:                        | 合計時間:    | 合計時間:              | 合計時間:           | 17:49 |

## カバー
YouTubeにて披露したアーティスト
| 曲名                  | 歌手           | 公開日        | 備考 |
| --------------------- | -------------- | ------------- | --- |
| 「NEO SKY, NEO MAP!」 | スリーズブーケ | 2024年6月20日 | - 『ラブライブ！シリーズ』の蓮ノ空女学院スクールアイドルクラブによるミニユニット - 『蓮ノ空女学院スクールアイドルクラブ公式チャンネル』にて公開された。 |

スマートフォンゲームにて披露したアーティスト
| 曲名                  | 歌手 | 公開日        | 備考                                                                                            |
| --------------------- | --- | ------------- | ----------------------------------------------------------------------------------------------- |
| 「NEO SKY, NEO MAP!」 | 劇団シリウス（鳳ここな〈石見舞菜香〉、静香〈長谷川育美〉、カトリナ・グリーベル〈天城サリー〉、新妻八恵〈長縄まりあ〉、柳場ぱんだ〈大空直美〉、流石知冴〈佐々木李子〉） | 2024年10月9日 | スマートフォンゲーム『ワールドダイスター 夢のステラリウム』内にて、追加収録曲として使用された。 |

### ユニットメンバー
1. 1 2 3 4  上原歩夢（大西亜玖璃）、中須かすみ（相良茉優）、桜坂しずく（前田佳織里）、朝香果林（久保田未夢）、宮下愛（村上奈津実）、近江彼方（鬼頭明里）、優木せつ菜（楠木ともり）、エマ・ヴェルデ（指出毬亜）、天王寺璃奈（田中ちえ美）
2. ↑  日野下花帆（楡井希実）、乙宗梢（花宮初奈）、百生吟子（櫻井陽菜）